# Милен Гетов
Милен Гетов е български кинорежисьор и журналист.
В продължение на 75 години (1945 – 2020) работи във всички форми на журналистическата професия – печат, радио, кино, телевизия, работи като драматург и режисьор.
Роден е в Царство България, град Бяла Слатина на 6.12 през 1925 година. Завършва гимназия през 1944 г. и постъпва като наборен войник в казармата в 35 пехотен полк, гр. Враца. Командирован е в Министерство на войната - Дирекция за културна дейност сред войската и още през месец октомври  1944 г. е военен кореспондент на в.„Народна войска“, по-късно на „Фронтовак“ и „Часовой“ към Първа българска армия, под командването на ген. Вл. Стойчев, в състава на ІІІ Украински фронт в края на Втората световна война. Завършва специалност Славянски филологии в Софийския държавен университет през 1954 г. В Българската кинематография - СХДФ работи като редактор и режисьор на седмични кинопрегледи. Специализира режисура и драматургия в Москва при Михаил Ром, в Берлин - ДЕФА, студиото Бабелсберг при Златан Дудов. Като журналист и режисьор е изработил в кинохрониката и студиото за документални филми повече от 100 кинопрегледа, периодики, пътеписи, публицистични, документални филми, сатиричния журнал „Фокус” и др. Негови са първите документални филми за Котков и Гунди, Дан Колов, „Червените от ЦСКА“, „Олимпиадата в Рим“, редица спортни филми, пътеписи и очерци.
От 1968 г. работи в БНТ като журналист, драматург, режисьор, по-късно като главен режисьор на програмата и художествен ръководител. Игралните му филми по романите на Богомил Райнов в периода 1974 - 1982 г., макар и създадени с бюджет на телевизионния театър имат небивал успех и са показвани и по кино салоните в страната при над милион зрители. Във всичките филми операторската работа е на Христо Вълев - Риц. В тях участват актьори, които добиват огромна популярност в българското кино и театър – Коста Цонев, Стефан Данаилов, Аня Пенчева, Лиляна Ковачева, Климент Денчев, Борис Луканов, Росица Данаилова, Петър Чернев, Иван Налбантов, Сашка Братанова, Йосиф Сърчаджиев и др. Участват също незабравимите Николай Бинев, Иван Кондов, Джоко Росич, звездите на полското и европейско кино Барбара Брилска и Ирена Карел. Негови са документалните поредици „Великият ням“ за историята на българското и световно кино с  Георги Стоянов - Бигор, поредицата „България в културното огледало на Европа“, рубриката „Минаха години“ с водещ сладкодумният Драган Тенев. Игралният сериал по Йоханес Марио Зимел „Признавам всичко“ е произведен в период, обявен за нулев за българско кино. По-късно снима детския сериал по Джани Родари „Разни приказки за игра“,  телевизионните постановки, заснети за първи път по видео способ в натура на Бабини Видини кули по поетичните текстове на Радко Радков - „Бълдуин Фландерски“ и „Константин и Фружин“. Първият му телевизионен театър в БНТ е от далечната 1969г. – „Защитата на Сократ“ с незабравимия Иван Кондов. Първият игрален филм пак в същата година е „Паспорт за Ада“ със Сава Хашъмов, Васил Михайлов, Юри Яковлев и др. Години по-късно по текстовете на Странджанския поет и драматург Константин Петканов снима „Морава звезда кървава“ и новелата „Нестинарка“. В СИФ „Бояна“ произвежда по сценарий на Тодор Статков игралният филм „Юмруци в пръста“ с участието на Иван Иванов, Виолета Гиндева, Мария Каварджикова и др. „Завещанието“ пак по сценарий на Тодор Статков е с участието на легендарния изпълнител на Боримечката – Петко Карлуковски.  
Автор е на над 1000 телевизионни документални филми, новели, рубрики, пътеписи, очерци, периодики, постановки, репортажи, директни предавания, художествени програми, игрални филми и сериали.
Сътрудничи в специализираните списания и вестници „Кино“, „Радио и телевизия“, „Култура“. Участва с рецензии в периодичния печат.
След пенсионирането си работи като художествен експерт към БНТ и в редколегията на в.„Радио и телевизия“.
С Драган Тенев, повече от 8 години, са автори и водещи на телевизионната рубрика „Минаха години“.
Председател е на д-во „Д-р Иван Богоров“ – журналисти на свободна практика, бивш член на УС на СБЖ, СБФД, извънреден доцент в Югозападния университет „Неофит Рилски“, носител  на „Златното перо“ на СБЖ, отличия и грамоти от фестивали и конкурси, български и чуждестранни ордени и медали.
За своята 70 годишна творческа дейност е отличен от Съюза на българските журналисти за цялостно творчество с голямата награда на името на Йосиф Хербст. За 95-та си годишнина е отличен с почетния знак на президента Румен Радев за цялостен принос. По повод 90-годишнината му е създаден документалният филм „Живот като на кино“, продукция на БНТ.

## Филмография
Като режисьор
- Аз съм твоят брат (1991г.)
- Нестинарка (тв, 1987г.) по Константин Петканов
- Признавам всичко (тв, 1987г.) по романа на Йоханес Марио Зимел, сценарий и режисура Милен Гетов - 6 серии
- Флейтата (тв, 1986)
- Морава звезда кървава (1981г.)
- Юмруци в пръстта (сценарий на Никола Статков, СИФ „Бояна“, 1980г.)
- Тайфуни с нежни имена (3-сер. тв,1979г.) по романа на Богомил Райнов
- Умирай само в краен случай (2-сер. тв,1978г.) по романа на Богомил Райнов
- Реквием за една мръсница (1976г.) по романа на Богомил Райнов
- „Синята безпределност“ (1976г.) по романа на Богомил Райнов
- Един наивник на средна възраст (1975г.) по романа на Богомил Райнов
- „Ориент експрес“, (1975г.) по романа на Богомил Райнов
- Бразилска мелодия (2-сер., 1974г.) по романа на Богомил Райнов
- Завещанието (сценарий на Никола Статков, СИФ „Бояна“, 1974г.)
- „Паспорт за Ада“ (1972г.(

Като сценарист:
- Признавам всичко (6-сер. тв, 1987г.)